# Opličići
Opličići – wieś w Bośni i Hercegowinie, w Federacji Bośni i Hercegowiny, w kantonie hercegowińsko-neretwiańskim, w mieście Čapljina. W 2013 roku liczyła 1268 mieszkańców, z czego większość stanowili Boszniacy.